# La Magdelaine-sur-Tarn
La Magdelaine-sur-Tarn település Franciaországban, Haute-Garonne megyében. Lakosainak száma 1226 fő (2022. január 1.). La Magdelaine-sur-Tarn Bondigoux, Bessières, Layrac-sur-Tarn, Mirepoix-sur-Tarn, Montjoire, Vacquiers és Villematier községekkel határos.

## Népesség
A település népességének változása:
| Lakosok száma | 235  | 392  | 492  | 905  | 1136 | 1155 | 1171 | 1181 | 1200 | 1226 |
|               | 1968 | 1982 | 1990 | 2006 | 2013 | 2015 | 2017 | 2019 | 2020 | 2022 |